# Lupăiești
Lupăiești falu Romániában, Erdélyben, Fehér megyében.

## Fekvése
Morcănești mellett fekvő település.

## Története
Lupăieşti korábban Morcănești része volt. 1956-ban vált külön településsé 92 lakossal.
1966-ban 93, 1977-ben 76, 1992-ben 48, a 2002-es népszámláláskor31 román lakosa volt.